# كيلين مور
كيلين مور (بالإنجليزية: Kellen Moore)‏ هو لاعب كرة قدم أمريكية أمريكي، ولد في 5 يوليو 1988 في بروسر في الولايات المتحدة.

## وصلات خارجية
- كيلين مور على موقع إي إس بي إن.كوم (أن.أف.أل)3
- كيلين مور على موقع مرجع كرة القدم المحترفة.كوم (الإنجليزية)